# Christian Baumann
Christian Baumann (Leutwil, 25 de febrero de 1995) es un deportista suizo que compite en gimnasia artística.
Ganó cuatro medallas en el Campeonato Europeo de Gimnasia Artística entre los años 2015 y 2021. Participó en dos Juegos Olímpicos de Verano, en los años 2016 y 2020, ocupando el sexto lugar en Tokio 2020, en el concurso por equipos.

## Palmarés internacional
| Campeonato Europeo | Campeonato Europeo    | Campeonato Europeo | Campeonato Europeo   |
| Año                | Lugar                 | Medalla            | Prueba               |
| ------------------ | --------------------- | ------------------ | -------------------- |
| 2015               | Montpellier (Francia) | Medalla de plata   | Paralelas            |
| 2016               | Berna (Suiza)         | Medalla de bronce  | Caballo con arcos    |
| 2016               | Berna (Suiza)         | Medalla de bronce  | Concurso por equipos |
| 2021               | Basilea (Suiza)       | Medalla de bronce  | Paralelas            |